# Rathaus Diepersdorf (Leinburg)

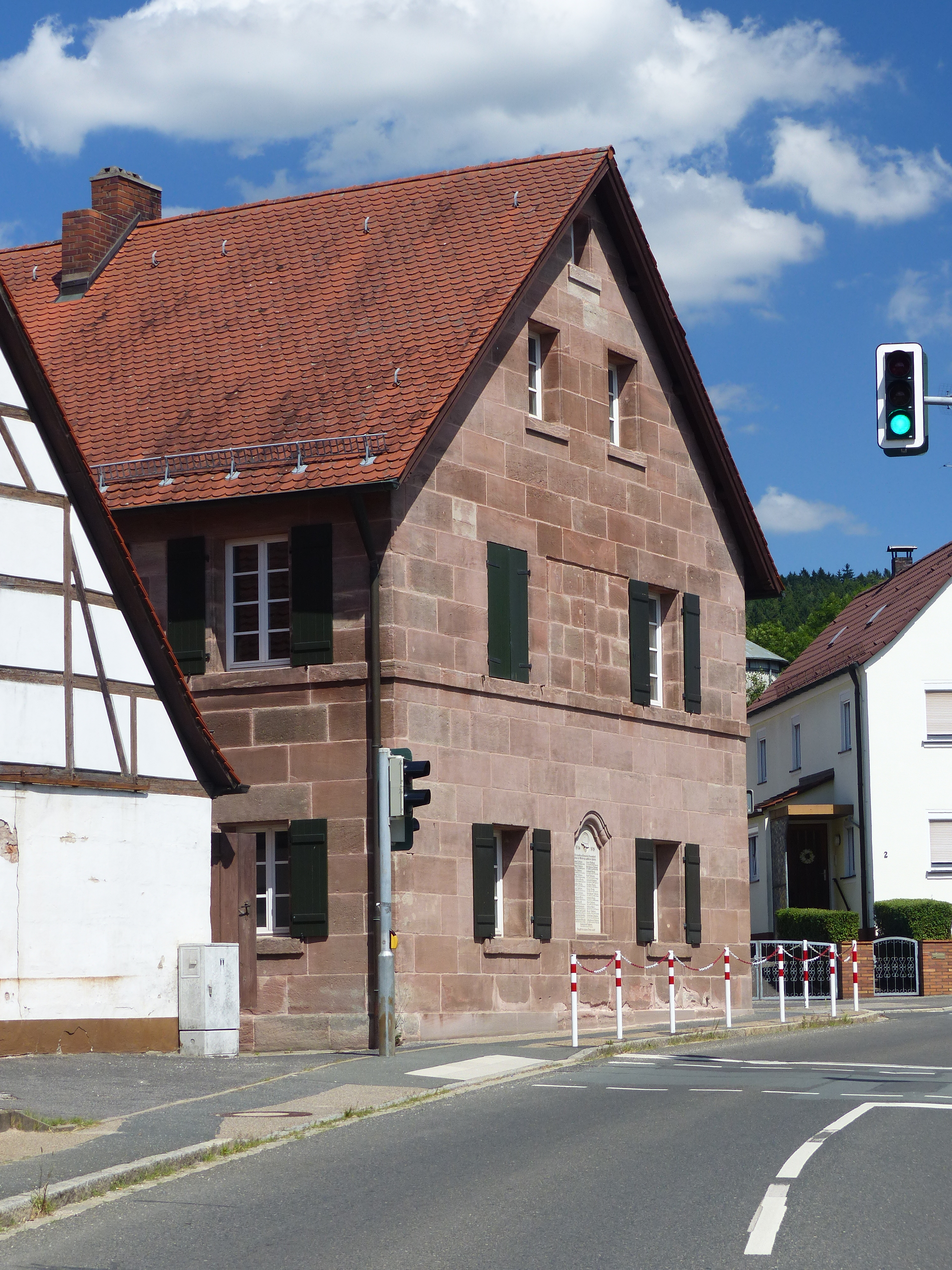
Ehemaliges Rathaus in Diepersdorf

Das Rathaus in Diepersdorf, einem Gemeindeteil der Gemeinde Leinburg im mittelfränkischen Landkreis Nürnberger Land in Bayern, wurde in der zweiten Hälfte des 19. Jahrhunderts errichtet. Das ehemalige Rathaus an der Diepersdorfer Hauptstraße 29 ist ein geschütztes Baudenkmal. 
Der zweigeschossige Sandsteinbau mit Satteldach steht giebelseitig zur Straße. An dieser Seite ist in einer Nische ein Kriegerdenkmal zur Erinnerung an die gefallenen Soldaten des Ersten Weltkriegs angebracht.
Dazu gehört eine Scheune, ein massiver Satteldachbau mit Fachwerkgiebel, aus der zweiten Hälfte des 19. Jahrhunderts.